# حلقة أينشتاين

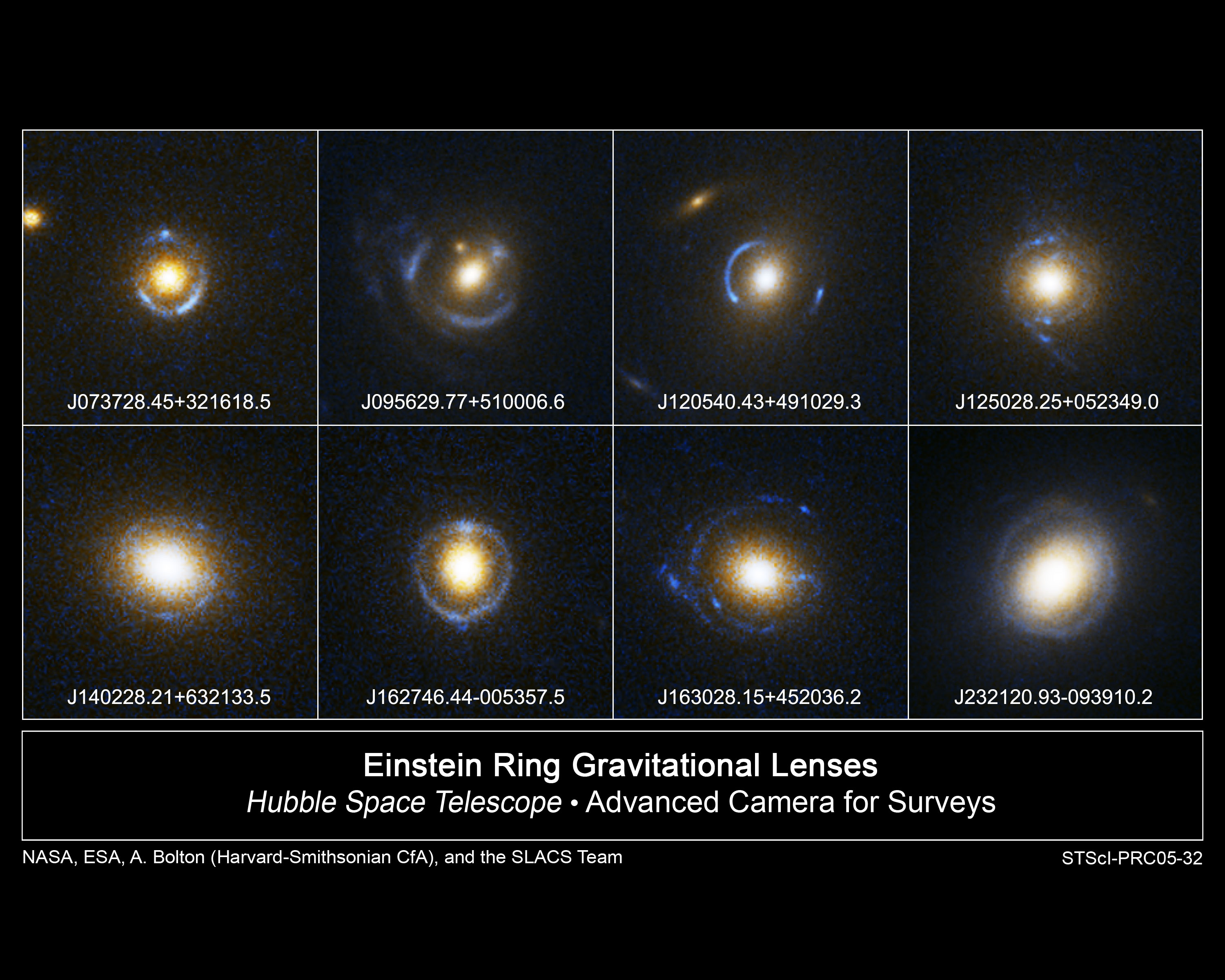
بعض حلقات أينشتين المرصودة

في علم الفلك والرصد حلقة آينشتاين هو تشويه للضوء من مصدر (مثل مجرة أو نجم) في حلقة من خلال عدسة الجاذبية من مصدر الضوء عن طريق جسم ذات كتلة كبيرة للغاية(مثل مجرة أخرى، أو ثقب أسود). هذا يحدث عندما يتم محاذاة كل من مصدر الضوء والمراقب، والعدسة.
أول حلقة آينشتاين كاملة سميت بــ"B1938+666" قد تم اكتشافها من خلال التعاون بين علماء الفلك في جامعة مانشستر وكالة ناسا لتلسكوب الفضاء هابل في عام 1998.

## مقدمة
عدسة الجاذبية قد تنبأت بها النظرية النسبية العامة لـ [ألبرت أينشتاين] بدلا عن الضوء الصادر الذي يتحرك في خط مستقيم (في ثلاثة أبعاد)، فإنه يسبب انحناء من وجود كتلة ضخمة، الأمر الذي يشوه الزمكان. حلقة آينشتاين تعتبر حالة خاصة من عدسة الجاذبية، تنتج عن طريق المحاذاة الدقيقة للمصدر، والمراقب، والعدسة. هذه النتائج في تماثل حول العدسة، التي ينتج عنها حلقة شبية بالبناء.

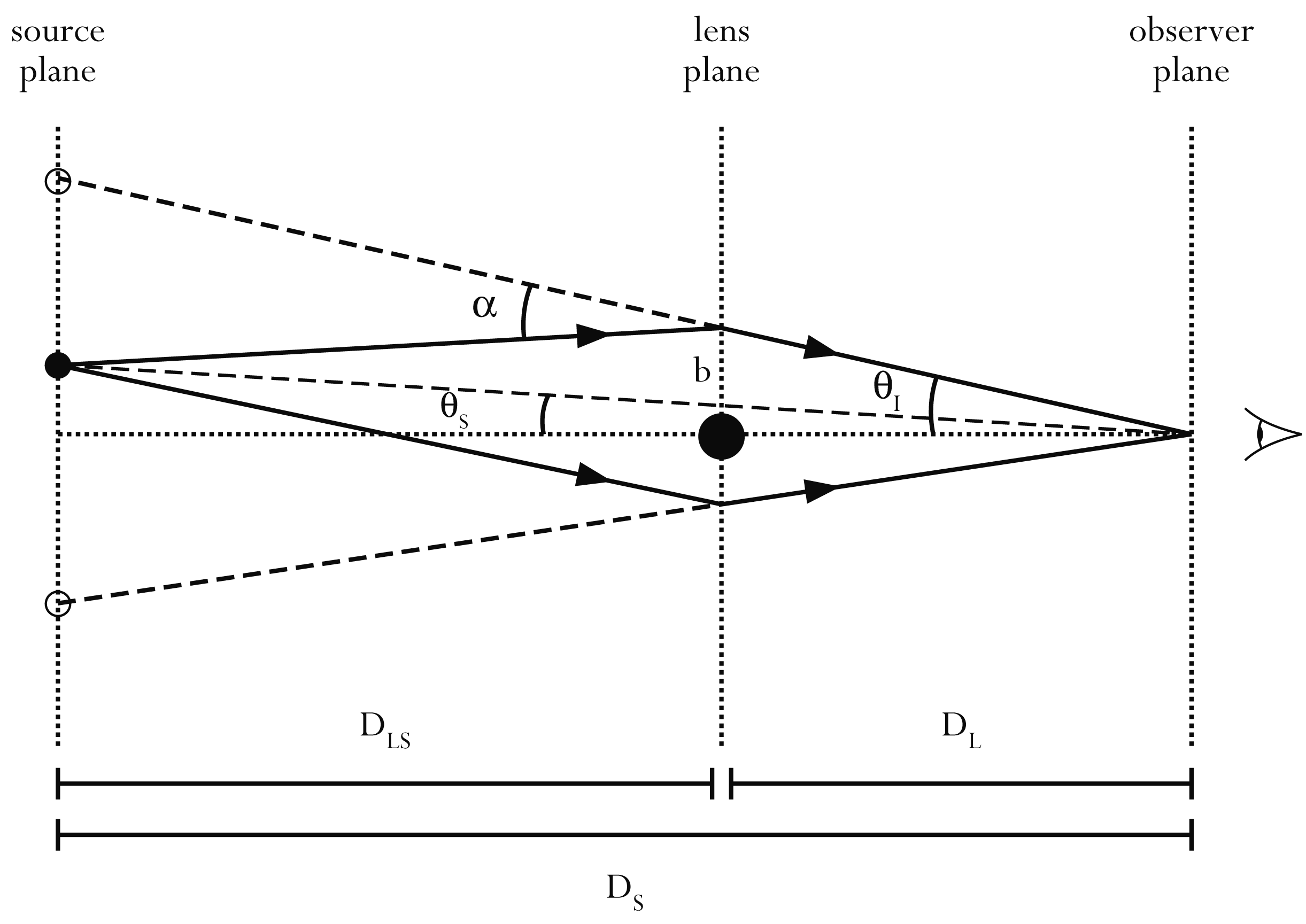
الرسم الهندسي لعدسة الجاذبية

حجم حلقة أينشتاين أعطت من قبل نصف قطر اينشتاين. في راديان، وهي
{\displaystyle \theta _{E}={\sqrt {{\frac {4GM}{c^{2}}}\;{\frac {d_{LS}}{d_{L}d_{S}}}}},}
حيث
{\displaystyle G} عبارة عن ثابت الجاذبية,
{\displaystyle M} عبارة عن كتلة العدسة,
{\displaystyle c} عبارة عن سرعة الضوء,
{\displaystyle d_{L}} عبارة عن مسافة القطر الزاوي منسوبة للعدسة,
{\displaystyle d_{S}} عبارة عن مسافة القطر الزاوي منسوبة للمصدر,
{\displaystyle d_{LS}} عبارة عن مسافة القطر الزاوي بين العدسة المصدر.
مع العلم، أن أكبر المسافات الكونية عبارة عن {\displaystyle d_{LS}\neq d_{s}-d_{L}} عموما.

## نبذة تاريخية
انحناء الضوء عن طريق الجاذبية قد تنبأ به اينشتاين في عام 1912، قبل سنوات قليلة من نشر النسبية العامة في عام 1916 (انظر Renn وآخرون 1997). وذكر لأول مرة أثر الحلقة في أكاديمية الأدب من قبل أوريست شولسون في عام 1924. لاحظ ألبرت أينشتاين أثر هذا في عام 1936 في ورقة طلب لرسالة من مهندس تشيكي، ريتشارد ماندلhttp://www.slac.stanford.edu/pubs/beamline/31/1/31-1-maurer.pdf], ولكنه ذكر
«بالطبع، ليس هناك أمل في مراقبة هذه الظاهرة بشكل مباشر. أولا، فإننا نادرا ما نقترب بما فيه الكفاية إلي ذلك الخط الوسطي. ثانيا، الزاوية β سوف تتصدي لحل قدرة وسائلنا». (المجلد 84 ص 506 العلوم 1936).في هذا البيان، β هي نصف قطر أينشتاين التي تدل حاليا {\displaystyle \theta _{E}} (see later). ومع ذلك، كان آينشتاين الوحيد الذي كان يعتبر أن فرصة مراقبة حلقات اينشتاين التي تنتجها النجوم، وهي نسبة منخفضة، ومع ذلك، فرصة لرصد تلك التي تنتجها أكبر العدسات مثل المجرات والثقوب السوداء هي أعلى نظرا لزيادة الحجم الزاوي لحلقة آينشتاين مع كتلة العدسة.

### حلقات آينشتاين المعرفة
ومن المعروف حاليا مئات من عدسات الجاذبية. حوالي نصف دستة منهم حلقات آينشتاين الجزئية بأقطار تصل إلى قوسثانية، على الرغم من توزيع إما كتلة العدسات ليست متماثلة تماما محوريا، أو المصدر، والعدسة والمراقب ليست في المحاذاة تمام، ولم نري حتي الآن حلقات آينشتاين تماما. وقد تم اكتشاف معظم الحلقات في نطاق موجات الراديو.
| الاسم          | الموقع(RA, dec)                     | نصف القطر | حجم القوس  | بصري/موجات الراديو | اكتشاف         |
| -------------- | ----------------------------------- | --------- | ---------- | ------------------ | -------------- |
| FOR J0332-3557 | 03h:32m:59s:94, -35°57'51".7, حقبة  | 1".48     | جزئي، 260° | موجات الراديو      | Cabanac (2005) |
| SDSSJ0946+1006 | 09h 46m 56.s68, +10° 06' 52."6 حقبة |           |            | بصري               | Gavazzi (2008) |
| MG1131 + 0456  |                                     |           |            |                    |                |

## الحلقات الإضافية

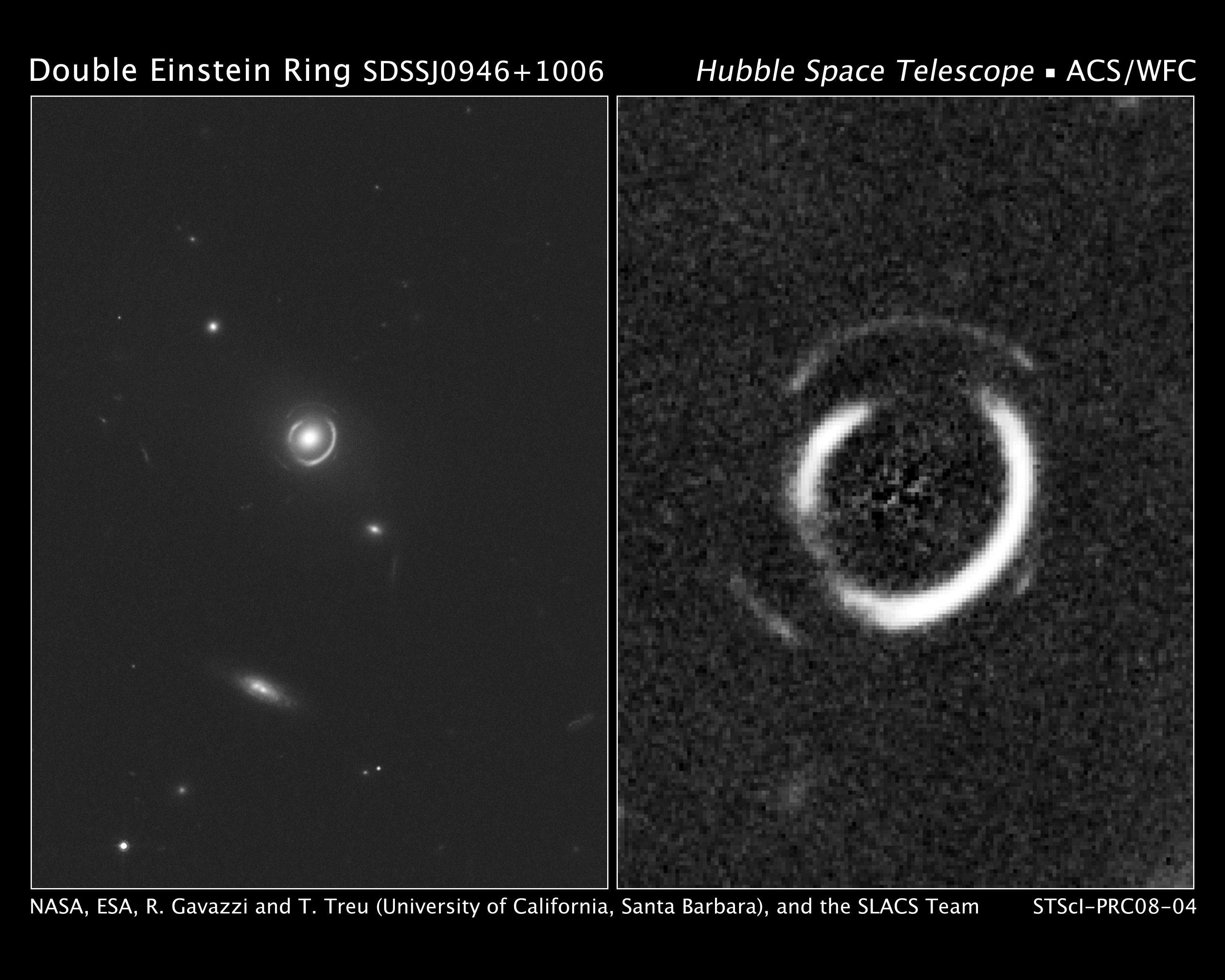
SDSSJ0946+1006 is a Double Einstein Ring. Credit: HST/ناسا/وكالة الفضاء الأوروبية

بالاستعانة بـ تلسكوب هابل الفضائي، اكتُشفت حلقة مزدوجة على يد كل من رافايل جافاتزي من معهد علوم التلسكوبات الفضائية وتوماسو تريو من جامعة كاليفورنيا بسانتا باربرا. تتكون هذه الحلقة المزدوجة من الضوء القادم من ثلاث مجرات على بعد 3 و6 و11 مليار سنة ضوئية. تساعد هذه الحلقات على فهم توزيع المادة المظلمة والطاقة المظلمة، وطبيعة المجرات البعيدة، وتقوس الكون. إن احتمالات العثور على مثل هذه الحلقة أقل من واحد في العشرة آلاف. ستوفر دراسة 50 من هذه الحلقات المزدوجة علماء الفلك بمقياس أكثر دقة للمحتوى الكوني من المادة المظلمة وتحديد حالة المادة المظلمة في حيز دقة يبلغ 10 بالمائة.

## معرض صور

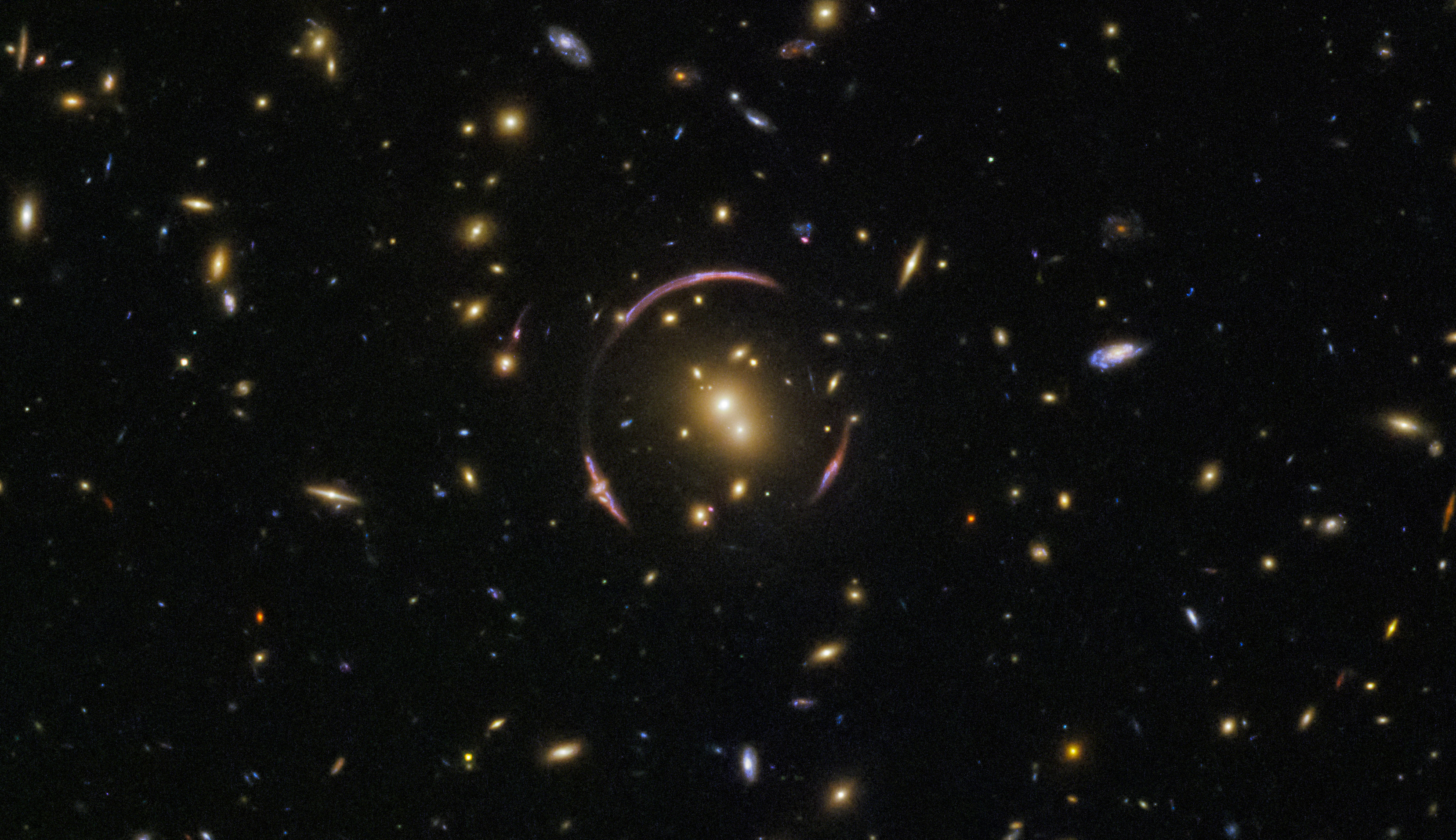
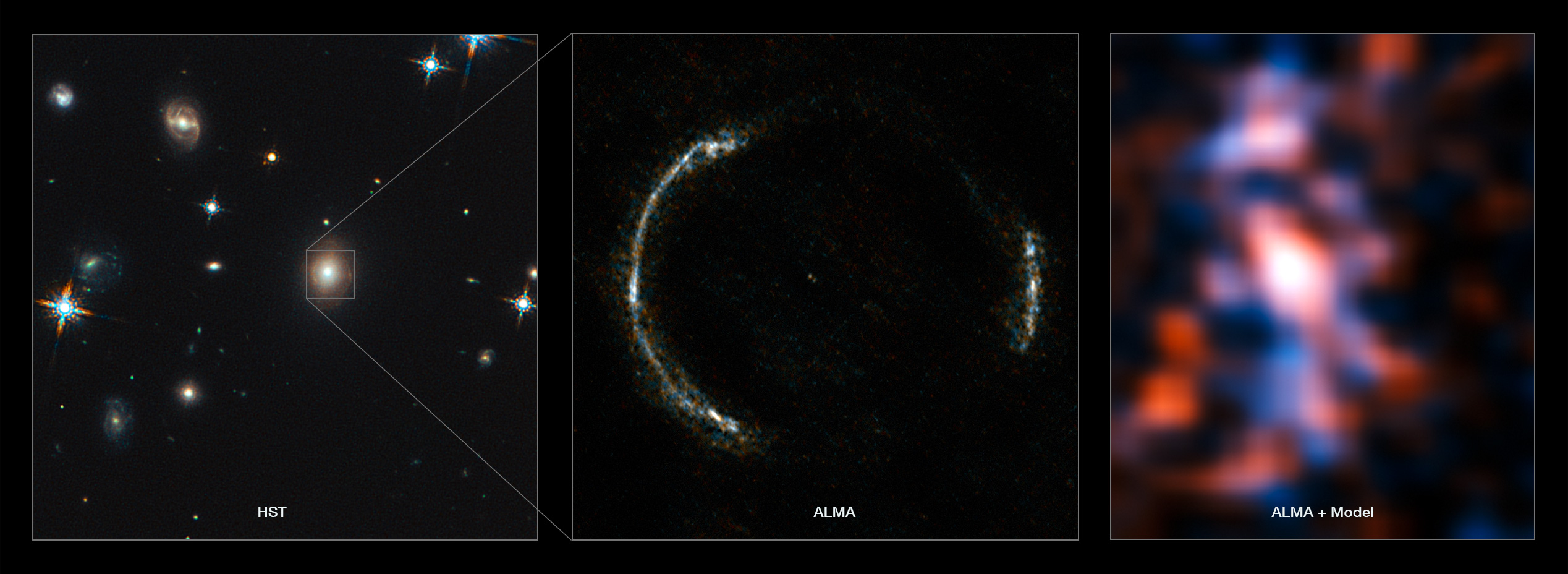
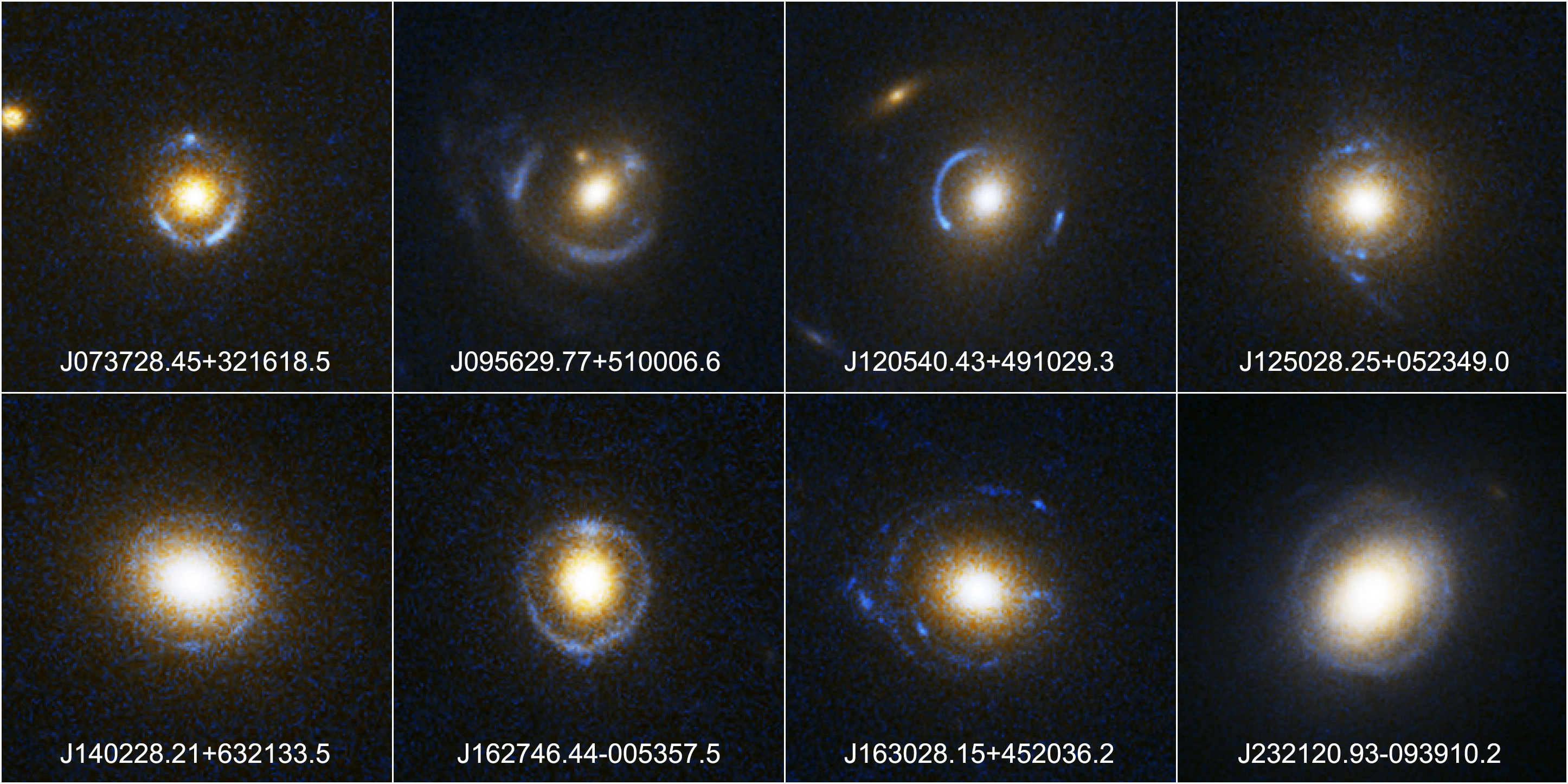